# Cantó de Brana
El cantó de Brana és un cantó francès del departament de la Gironda, situat al districte de Liborna. Té 19 municipis i el cap és Brana.

## Municipis
- Baron
- Brana
- Cabarà
- Camiac
- Danhac
- Dardenac
- Espiet
- Geniçac
- Gresilhac
- Guilhac
- Jugasan
- Luganhac
- Molon
- Naujan e Postiac
- Nerijan
- Sent Aubin de Brana
- Sent German dau Pug
- Sent Quentin de Baron
- Tisac de Curton

## Història
| Data d'elecció                           | Identitat        | Partit | Qualitat |
| ---------------------------------------- | ---------------- | ------ | -------- |
| 1945-1962                                | Emmanuel Roy     |        |          |
| 1962-1973                                | Yves Chatelard   |        |          |
| 1973-1998                                | Jean-Paul Fossat | PS     |          |
| 1998-                                    | Christian Mur    | PS     |          |
| les dades anteriors no són pas conegudes |                  |        |          |
|                                          |                  |        |          |

## Demografia
| 1962  | 1968  | 1975  | 1982   | 1990   | 1999   | 2006   |
| ----- | ----- | ----- | ------ | ------ | ------ | ------ |
| 9.072 | 9.514 | 9.405 | 10.409 | 11.246 | 11.834 | 13.161 |